# Leucobrephos
Leucobrephos é um gênero de insetos lepidópteros pertencente à família dos geometrídeos. Possui um total de três espécies.

## Descrição
Os machos possuem uma envergadura entre 25 e 30 milímetros de comprimento, enquanto as fêmeas são ligeiramente menores. As asas são posteriormente esbranquiçada ou cinza-pálido. Os machos possuem antenas curtas, bipectinadas, ao que as fêmeas têm antenas filiformes. Apresentam palpos longos, que juntamente com a cabeça, são densamente cobertos de escamas de aparência peluda. O abdômen é densamente coberto por escamas longas e bifurcadas dorsalmente e lateralmente. Possui o tímpano com alça larga na base, estreitando-se de forma cônica em direção à ponta.

## Distribuição e habitat
Os representantes deste gênero estão associados a habitats frios de tundra polar e vales montanhosos com rios e em vegetação litorânea. Duas das três espécies nas partes do norte da região holártica.

## Espécies
- Leucobrephos brephoides (Walker, 1857)
- Leucobrephos middendorfii (Ménétries, 1858)
- Leucobrephos mongolicum Vojnits, 1977